# Шушнурский сельсовет
Шушнурский сельсовет — муниципальное образование в Краснокамском районе Башкортостана.
Административный центр — деревня Шушнур.

## История
Согласно Закону о границах, статусе и административных центрах муниципальных образований в Республике Башкортостан имеет статус сельского поселения.

## Население
| 2002  | 2009  | 2010  | 2012  | 2013  | 2014  | 2015  |
| ----- | ----- | ----- | ----- | ----- | ----- | ----- |
| 1775  | ↗1875 | ↘1758 | ↘1737 | ↘1733 | ↘1725 | ↗1734 |
| 2016  | 2017  | 2018  |       |       |       |       |
| ↘1684 | ↘1646 | ↘1608 |       |       |       |       |

## Состав сельского поселения
| № | Населённый пункт | Тип населённого пункта       | Население |
| - | ---------------- | ---------------------------- | --------- |
| 1 | Шушнур           | село, административный центр | ↘471      |
| 2 | Новый Актанышбаш | село                         | ↘735      |
| 3 | Новая Мушта      | деревня                      | ↘272      |
| 4 | Нижняя Татья     | деревня                      | ↘235      |
| 5 | Сабанчи          | деревня                      | ↗21       |
| 6 | Чабаевка         | деревня                      | ↘17       |
| 7 | Янаул            | деревня                      | ↘7        |